# Резолюция 49 на Съвета за сигурност на ООН
Резолюция 49 на Съвета за сигурност на ООН е приета с мнозинство на 22 май 1948 г. по повод Палестинския въпрос. Подчертавайки, че предишните резолюции на Съвета за сигурност, отнасящи до Палестина, не са били изпълнени и военните операции там все още продължават, Резолюция 49 призовава всички правителства и власти да се въздържат от всякакви по-нататъшни военни операции в Палестина и във връзка с това да издадат заповед до своите военни и паравоенни сили за прекратяване на огъня, което трябва да влезе в сила тридесет и шест часа след полунощ на 22 май 1948 г. по нюйоркското стандартно време. Резолюцията призовава Помирителната комисия и всички заинтересовани страни да дадат най-висок приоритет на сключването и поддържането на примирие в град Йерусалим.
По-нататък резолюцията нарежда на Помирителната комисия, създадена с Резолюция 48 от 21 април 1948 г., да представи доклад пред Съвета за сигурност за това дали страните в конфликта са изпълнили постановленията на резолюцията. Резолюцията се обръща към всички заинтересовани страни да облекчат с всички възможни средства, които са във властта им, мисията на Посредника на Организацията на обединените нации, назначен в изпълнение на Резолюция 186 на Общото събрание на ООН от 14 май 1948 г.
Резолюция 49 е приета с мнозинство от 8 гласа, като трима от членовете на Съвета за сигурност – СССР, Украинската ССР и Сирия – гласуват въздържали се.